# 立川村
立川村（たつかわむら）は、1955年（昭和30年）まで愛媛県喜多郡にあった村である。
現在の喜多郡内子町の北部、伊予市に接する地域にあたる。中山川の流域。

## 地理
現在の喜多郡内子町の北部。標高400m前後の山々が連なり、肱川の支流の中山川が南北に貫流している。中山川にそってわずかに平地がひらけ、農業が営まれている。集落は中山川沿いに点在している。
地名の由来
- 成立前の、「立山村」（たつやまむら）と「川中村」（かわなかむら）から一字ずつとったもの。

## 歴史
古代 - 中世
- 戦国期の曽根氏の居城である尾首城跡がある。（大字立山）

藩政期
- 大洲藩領。内山筋に属す。宝暦年間には約300名の紙漉き職人がいたとの記録がある。

明治以降
- 1875年（明治8年） - 伴水学校開設。
- 1889年（明治22年） - 町村制施行により成立。喜多郡に属す。
- 1914年（大正2年） - 満穂村（みつほむら）の一部を編入（袋口（ふろく）字鈴木、程野、横平）。
- 1955年（昭和30年） - 満穂村、内子町、五城村、大瀬村との合併により、新たな内子町となる。

```
立川村の系譜
（町村制実施以前の村）　（明治期）

立山　　　━━┓
　　　　　　　┣━━━　 立川村 　　━━━━━━━━┓ 
川中　　　━━┛　　　　　　　　　　　　　　  　　　┣━━　内子町
　　　　　　　　　　  　　　　　　　　　　　　　　　┃　　　　　　
　　　　　　　　　　　　　満穂村　　　　━━━━━━┫　　　　　
　　　　　　　　　　  　　大瀬村　　　　━━━━━━┫　　　　　　　
　　　　　　　　　　　　　（旧）内子町　━━━━━━┫
　　　　　　　　　　　　　五城村　　　　━━━━━━┛　　　　　
　　　　　　　　　　　　　
（注記）満穂村ほかの合併までの系譜については、それぞれの町村の記事を参照のこと。

```

## 地域
立川、川中の旧2村がそのまま大字となっていた。内子町になってからは大字は省くようになった。
中山川の右岸が立山、やや上流の左岸が川中。役場は大字立山字横山においた。
旧村名は現在も小学校や郵便局に残るが、正式な読みはいずれも「たつかわ」ではなく「たちかわ」である。一方、旧村の中心部にある伊予鉄バスの立川バス停の読みは「たつかわ」である。

## 行政
役場は大字立山字横山においた。

## 産業
米、麦、大豆、楮、ハゼ、蝋、茶、タバコ草、木炭、和紙などを産した。

## 交通
大洲街道（現在の国道56号）が中山川に沿って村内を貫通している。
鉄道等はない。現在、この地域には予讃線の伊予立川駅があるが、この駅ができたのは行政体としての立川村がその歴史を閉じてから、ずっと後のことである。